# Jan Rapf
Jan Jerzy Rapf (ur. 3 lipca 1885, zm. po 1938) – polski urzędnik konsularny.

## Życiorys
Był synem inżyniera Jerzego Rapfa. Do polskiej służby zagranicznej wstąpił w 1920, pełniąc następnie funkcje - m.in. sekretarza konsulatu w Czerniowcach (od 15 lutego 1920 do 1 grudnia 1922), wicekonsula w Antwerpii (od grudnia 1922 do 1 marca 1928), wicekonsula w Ostrawie (od 1 marca 1928 do 16 maja 1929), wicekonsula w Olsztynie (od 16 maja 1929 do 1 sierpnia 1932), wicekonsula / kierownika  konsulatu w Ełku (od 1 sierpnia 1932 do 30 września 1933). Poślubił Kazimierę Broczkowską (1890-1951), córkę Konstantego Romana Broczkowskiego (1859-1936) i Albiny z domu Ziemba. Ich dzieci to: Lidia Irena Rapf Herder (1913-1988, zamężna z kpt. dr. Stanisławem Herderem) i Artur Rapf (1914-1972).

## Odznaczenie
- Medal Dziesięciolecia Odzyskanej Niepodległości